# معاداة السامية في اليابان

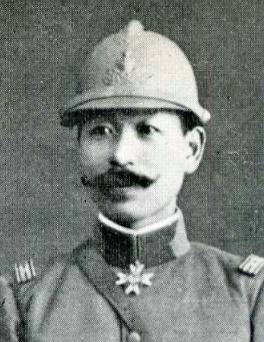
نوبوتاكا شيودن أحد أبرز المعادين للسامية

لم تتواجد معاداة السامية التقليدية في اليابان، لقلة السكان اليهود بها وانعزالهم نسبيًا، إلى أن أثرت الدعايا وأيديولوجيا القومية على عدد قليل من اليابانيين في السنوات التي سبقت الحرب العالمية الثانية. شجعت ألمانيا النازية حليفة اليابان، قبل الحرب وأثناءها، اليابان على اعتماد سياسات معادية للسامية. روجت الجماعات المتطرفة والمؤدلجون، في فترة ما بعد الحرب، لنظريات المؤامرة، ولم تشع، رغم ذلك، ظاهرة معاداة السامية في اليابان.

## نبذة تاريخية
أرسل الجيش الإمبراطوري الياباني في عام 1918 قوات إلى سيبيريا للتعاون مع الحركة البيضاء. أُصدرت نسخ من وثيقة بروتوكولات حكماء صهيون لجنود الجيش الأبيض، وعلم الجنود اليابانيون لأول مرة عن معاداة السامية. لا تزال الوثيقة تُستخدم كدليل على المؤامرات اليهودية، حتى وإن كان من المسلم به، على نحو كبير، أنها مزورة.

وفقًا للدكتور ديفيد كرانزلر:
«يبدو أن مفتاح التمييز بين النمط الياباني والأوروبي من معاداة السامية يكمن في التقليد المسيحي القديم للتعريف باليهودي على أنه الشيطان أو عدو المسيح أو شخص آخر لا خلاص له… فلم يكن لدى اليابانيين هذه الصورة المسيحية لليهود، وقد أدخلوا في قراءتهم للبروتوكولات منظورًا مختلفًا تمامًا. حاول المسيحي حل مشكلة اليهودي بالقضاء عليه، بينما حاول اليابانيون تسخير ثروته وقوته الهائلة المزعومة لمصلحة اليابان».

### ما قبل الحرب العالمية الثانية
نشر الكابتن نوريهيرو ياسو، في عام 1925، أول ترجمة لوثيقة بروتوكولات حكماء صهيون باللغة اليابانية. عُين للعمل كمتخصص في اللغة الروسية لدى الجنرال غريغوري سيمينوف، وهو معادٍ شديد للسامية وزع نسخًا من البروتوكولات على جميع قواته. قرأ ياسو، إلى جانب عشرات من الجنود اليابانيين الآخرين، المبادئ الأساسية لوثيقة بروتوكولات حكماء صهيون واعتقد بصحتها، وساهم لبعض الوقت في تأليف العديد من المنشورات المعادية للسامية، من بينها دراسات في المؤامرة الدولية، وذلك تحت الاسم المستعار هو كوشي. غير آرائه في وقت لاحق، عندما وقعت اليابان الاتفاق الثلاثي عام 1940، والذي أقر رسميًا تحالف اليابان مع ألمانيا النازية. أدى موقفه الجديد الموالي للسامية إلى فصله من الجيش الياباني.

كتب مينيتارو ياماناكا، خلال ثلاثينيات القرن العشرين، قصصًا عن يوداياكا «الخطر اليهودي». كان ياماناكا، وهو صحفي كبير في صحيفة أساهي اليابانية، مؤلفًا يتميز بغزارة التأليف في مجال رواية الأطفال، إذ نشر سلسلة روايات سوبرمان الشرق الكبير، في الفترة منذ أغسطس 1933 وحتى نهاية عام 1934، في مجلة شونن كلب، التي يقرأها فتيان يابانيون تتراوح أعمارهم بين 8 و12 عامًا. بطل هذه الرواية هو المحقق هونغو يوشياكي الذي يحارب الشرير ساكاما، رئيس تحالف صهيون الخفي، وهي منظمة سرية يهودية تسعى إلى تقويض الإمبراطورية اليابانية. إليك اقتباس من رواية سوبرمان من الشرق الكبير:
«ينتشر نحو 13.5 مليون يهودي في جميع أنحاء العالم. وقد استحوذوا منذ مئات السنين على ثرواته. يتواجد العديد من اليهود الأغنياء الذين يفعلون ما يشاؤون بأموال الشعوب، خاصة في الولايات المتحدة وبريطانيا وفرنسا، وفي دول غربية أخرى كذلك… تستخدم هذه الثروة لزيادة القوة اليهودية الخفية في جميع أنحاء أوروبا والولايات المتحدة… هؤلاء اليهود المخيفين لديهم جمعية سرية تُدعى تحالف صهيون … هدف هذا التحالف أن يحكم اليهود كل الأمم… إنها مؤامرة عالمية حقيقية».
توقف ياماناكا عن الكتابة مع استسلام اليابان في أغسطس 1945، مع ذلك واصلت دار نشر كودانشا إعادة طباعة هذه السلسلة حتى 1970.
أعاد الفريق نوبوتاكا شيودن ترجمة البروتوكولات إلى اليابانية عام 1936. أصبح شيودن من أشد المعادين للسامية ومؤمنًا بنظرية المؤامرة اليهودية أثناء دراسته في فرنسا. أصبح الصوت البارز للدعاية المعادية للسامية حينما عاد إلى اليابان.

يقول بريان فيكتوريا أن تاناكا شيغاكو روج لمعاداة السامية في اليابان ابتداءً من عام 1937 بنشر كتاب «أعمال الأسد الملك الكاملة»، إذ قال:
«يُشاع في الوقت الحاضر أن ستين إلى سبعين في المائة من أموال العالم تقع في أيدي اليهود. ومع تواجد العديد من البلدان الفقيرة والمعدمة التي تضطر في نهاية المطاف إلى قبول رأس المال الخارجي كي تتمكن من العيش، فإنها تذعن لليهود كي تقترض الأموال التي تحتاج إليها. وعادة ما يستثمر اليهود في مرافق النقل والمحطات الكهربائية والسكك الحديدية ومترو الأنفاق.... والسبب في ذلك يستند إلى الخطة الواردة في البروتوكولات الرامية إلى الحث باستمرار على الثورة في مختلف البلدان، ما يؤدي في نهاية المطاف إلى انهيارها. وعندئذ سيتمكن اليهود من السيطرة».
بحسب فيكتوريا: «جادل تاناكا بأن اليهود كانوا يثيرون الاضطرابات الاجتماعية من أجل حكم العالم. وهو بذلك… [يشير] إلى أن اليهود دافعوا عن الليبرالية، وخاصة داخل الدوائر الأكاديمية، كجزء من خطتهم لتدمير الحس الأخلاقي للشعوب… وقد انتشرت معاداة السامية بسرعة في أنحاء المجتمع الياباني، بمساعد رجال مثل تاناكا، على الرغم من الغياب شبه الكامل لليهود».